# Нові слова та значення
Новые слова и значения (скор. НСЗ; укр. Нові слова та значення) — серія радянських, а пізніше російських довідкових лексикографічних видань, які містили неологізми, зібрані пререважно за матеріалами преси.
Словники-довідники призначені для фахівців-філологів, викладачів російської мови, перекладачів, письменників та інших.

## Педумови
На відміну від граматичної системи мови, де існує відносна стабільність між індивідуальною мовною компетенцією та нормативною системою мовного колективу, в лексиці спостерігають значно вищий рівень динамізму та варіативності. Лексичний склад мови зазнає постійних змін, які в індивідуальному мовленні можуть бути майже непомітними, але на рівні загальнонаціональної мови відображаються як суттєві зрушення.
Дослідження, проведене на основі аналізу французького словника Petit Larousse, який перевидається щороку з актуалізацією змісту, продемонструвало: за десятирічний період відбулося оновлення лексики приблизно на 25% (станом на початок 1970-х). Це свідчить про високу динаміку розвитку словникового складу, що, своєю чергою, створює серйозні виклики для укладачів словників. Цю проблему відзначав ще М. Коен, називаючи її «misère des vocabulistes» (укр. «біда словарників»): «скільки б зусиль не докладали лексикографи, на момент виходу словника друком частина його матеріалу вже встигає застаріти».
У другій половині XX сторіччя здійснено ряд масштабних лексикографічних видань, спрямованих на систематизацію лексики російської мови. Зокрема, у 1965 році завершено видання 17-томного «Словника сучасної російської літературної мови», а в 1958—1961 роках вийшов чотиритомний «Словник російської мови». Широке розповсюдження та перевидання отримав також однотомний «Словник російської мови» С. І. Ожегова, що став одним із найпопулярніших нормативних джерел у повоєнний період.
Однак стрімкий темп розвитку суспільства, поява нових реалій і явищ, а також динаміка мовної практики призводять до постійного виникнення, закріплення та активного вживання нових слів і виразів. Через це постає потреба у створенні спеціалізованих лексикографічних ресурсів — словників і довідників, які не лише доповнюють академічні тлумачні словники, а й оперативно фіксують мовні новації, відображають сучасний етап розвитку мови.

## НСЗ-60
Першою спробою створення видання такого типу в Радянському союзі став «Нові слова та значення: словник-довідник за матеріалами преси та літератури 60-х років» (рос. Новые слова и значения: словарь-справочник по материалам прессы и литературы 60-х годов), який уміщував близько 3500 нових слів та значень, що увійшли до активного вжитку в російській мові, але відсутні в трьох зазначених словниках — 17-томному «ССРЛМ», чотиритомному «СРМ» (1958—1961) та однотомному словнику Ожегова. Саме ці видання обрані укладачами як базова точка, від якої фіксувались мовні новоутворення та семантичні зрушення.
Робота над створенням словника була здійснена у Словниковому секторі Інституту російської мови АН СРСР за активної підтримки видавництва «Советская энциклопедия». Джерельна база лексичного матеріалу охоплює друковані видання 1965—1967 років, із особливим акцентом на періодичних виданнях. Корпус джерел було сформовано на основі цілеспрямованого аналізу різноманітної за тематикою літератури, зокрема суспільно-політичної та науково-популярної преси. Такий підхід дав змогу виявити й зафіксувати найактуальніші мовні інновації, що виникли у публічному дискурсі зазначеного періоду.
Виникнення нових слів і значень зумовлене двома основними потребами: номінативною (необхідність позначення нових понять) та експресивною (прагнення до створення більш виразного або коротшого позначення для вже наявного предмета). Словник НСЗ відображає обидва аспекти оновлення мови та наочно демонструє, скільки нових понять увійшло до мови в ті роки.
Самі словотвірні моделі відображають характер позамовних змін. Тому в словнику вміщено значну кількість складних іменників, утворених з елементів назв двох наук: біокібернетика, геогігієна, нейроанатомія тощо. Це наслідок виникнення нових наукових галузей на межі тих, що існували раніше. 1960-ті це епоха автоматики, електроніки, космонавтики, і в словнику відображені цілі ряди слів із морфемами космо-, авто-, само-, електро-, радіо-, ракето- та ін. Диференціація понять виявляється у словотвореннях із префіксами інтенсивності (над- (рос. сверх-), супер-, високо-, мікро-, макро- тощо), а також із префіксами суб-, під-. Значна кількість слів відображає« ідеологічну боротьбу з капіталізмом» (терміни з префіксами анти-, нео-), інші — розширення наукових і культурних міжнародних контактів тощо. Експресивний аспект мови також представлений у словнику. Це розмовна та просторічна лексика (вкалувати, видавати, відфутболити), емоційно забарвлена фразеологія. Тенденція до мовної економії проявляється в заміні словосполучень складними словами (оргскло, поммастера), а також у транспозиції прикметників за допомогою форманта -ка (мінеральна вода → мінералка) тощо.
Автор рецензії для журналу «Вопросы языкознания» відзначає, що словник за своїми характеристиками тяжіє більше до типу лексикографічного довідника, хоча, безумовно, не позбавлений і нормативної функції. Остання реалізується через стилістичні помітки, вказівки на сполучуваність слова, а також приклади мовленнєвих ситуацій, у яких воно вживається.
Інститутом російської мови спільно з видавництвом було заплановано періодичний (орієнтовно раз на 6—8 років) випуск подібних довідників у міру накопичення відповідного лексичного матеріалу.

### Склад словника і добір слів
До словника увійшли нові слова і значення, які були відсутні в період створення трьох базових тлумачних словників, а також слова, що відновили активне вживання, але з новим значенням (ймовірнісний, заводчанин), лексичні одиниці, раніше зареєстровані в картотеці Словникового сектору, але не включені до жодного зі словників (облаштування (рос. обустройство), інваріантний), а також так звані «вихідні слова» (студебеккер, надзоря), що поступово зникають із активного вжитку. Водночас до словника не були включені одиниці, що давно закріпилися в літературній мові, але з певних причин не потрапили до згаданих тлумачних словників (наприклад, рос. нервотрёпка, оргкомітет тощо).
На думку рецензента, принцип відбору виявився подвійним: з одного боку — враховувалася «новизна» слова, з іншого — його відсутність у трьох основних словниках. Через це у читача можуть виникнути питання щодо підстав включення до словника таких одиниць, як американізований, алергія, очкарик, салажонок чи органолептика, які функціонують у мові вже не одне десятиріччя, і водночас — невключення лексем типу документалізм, оргкомітет тощо. І постає питання: «де саме користувач має шукати слова останньої категорії?» Здається, словник тільки виграв би, якби до нього були включені (з відповідним маркуванням) усі зафіксовані в картотеці й джерелах слова, що є узуальними й не застарілими, але відсутні у вказаних словниках. У такому разі словник НСЗ міг би виступати як своєрідний додатковий том до попередніх тлумачних словників, що стало б важливим внеском у розвиток сучасної лексикографії.
Особливу проблему становлять випадки на кшталт наступного. У словниковій статті до слова фруктопровід наводиться цитата з газети: «У Каліфорнії винайдено „фруктопровід“...». Далі слідує опис конструкції, однак інших прикладів уживання не подається. Ймовірно, лексема створена для позначення технічного нововведення, що одразу супроводжується поясненням. Існують підстави припускати, що вживання слова автором у лапках і лише в межах означального висловлювання свідчить про його оказіональний характер. Якщо для звичайного тлумачного словника такі одиниці є недостатньо обґрунтованими для включення, то для словника-довідника, основне завдання якого — фіксувати й пояснювати слова, що з’явилися в певному корпусі текстів у конкретний часовий проміжок, цілком допустимим є включення і вокабул з одиничною реєстрацією.
В окремих випадках укладачі словника, на думку рецензента, могли б уточнювати дефініції запозичених слів, звертаючись до тлумачних словників відповідних іноземних мов. Так, поняття конформізм визначається як «одноманітність, уніфікованість» тощо, проте при цьому опущено важливий відтінок суб'єктивної спрямованості: «прагнення не вирізнятися, бути таким, як усі», звідки й походить пейоративне значення слова — пристосуванство (рос. приспособленчество).
На жаль, у словнику майже не подається етимологія слів. Тим часом було б доцільно, наприклад, зазначити, що трибалізм і трайбалізм походять відповідно від фр. tribu та англ. tribe — «плем'я». Це дозволило б краще зрозуміти й функціональні коливання між цими варіантами: перший вживається переважно щодо франкомовних країн, другий — англомовних регіонів Африки.
Разом із безперечними неологізмами у словнику трапляються й лексеми, щодо доцільності включення яких виникають певні сумніви. Частина з них відзначається обмеженим уживанням або вузькою сферою функціонування. До таких належать, наприклад: холостяк (у значенні «порожній рейс»), четвертак (у значенні «25-тонний самоскид»), снаб (як назва установи, що займається постачанням рос. снабжением), збірник (член збірної спортивної команди), ходка (у значенні «їздка»), шкерить (у значенні «потрошити рибу»). Ці одиниці або є малорозповсюдженими, або перебувають у конфлікті з уже наявними омонімами в мові — що ускладнює їхнє тлумачення без додаткового контексту. Окрім того, у ряді випадків фіксуються синонімічні дублети — наприклад, слово фанат вживається у значенні, що перекривається зі значенням слова фанатик, і тому його включення до словника може викликати сумніви з огляду на наявність повноцінного еквівалента.
Словник отримав рецензії у фахових виданнях республік Радянського союзу та деяких зарубіжних країн.

### Авторський колектив
Словник укладено колективом співробітників Словникового сектора Інституту російської мови АН СРСР (Ленінград) під керівництвом Н. З. Котєлової. Укладачами виступили:
- Н. З. Бутарова (статті на літери а, б),
- Н. З. Котєлова (н, о),
- Є. А. Лєвашов (в—з),
- А. І. Литвиненко (і—л),
- К. А. Логінова (п, ф—я),
- Н. М. Меделець (с, у),
- Е. Р. Сальмін (р).

Обстеження джерел та створення спеціальної картотеки, що стала основою для словника, здійснювалося самими авторами. Окрім основного складу, у цій роботі також брали участь: В. П. Петушков, В. М. Доммес, А. Г. Суворов, І. В. Кормушин. Інструкції з добору матеріалу, складання й редагування словникових статей були підготовлені Н. З. Котєловою. Словник відредаговано Н. З. Котєловою та Ю. С. Сорокіним.
Допомогу в роботі над тлумаченнями окремих слів надавали І. В. Кормушин, В. П. Петушков, В. Я. Ткачов. Словникові статті, пов'язані з тією чи іншою галуззю науки та техніки, переглядалися фахівцями-консультантами, запрошеними Інститутом та видавництвом «Советская Энциклопедия». Помічником редактора на етапі підготовки рукопису до друку виступала Е. Р. Сальмін.
Редакція врахувала зауваження рецензентів словника — докторів філологічних наук Н. Д. Андрєєва, В. Д. Лєвіна, А. І. Моісєєва, а також кандидата філологічних наук Л. А. Новікової.

## НСЗ-70
Словник охоплює наступний хронологічний період — 1970-ті роки. До нього включено близько 5 500 лексичних одиниць, зокрема слів, значень, словосполучень і виразів, які супроводжуються тлумаченнями. У передмові автори зазначили, що на жаль, авторам не вдалося реалізувати задум повного суцільного обстеження текстів усього десятиліття із застосуванням машинної обробки.
Матеріалом для словника стали результати аналізу текстів преси та художньої, публіцистичної й науково-популярної літератури за 1973—1975 роки, а також додатково — за 1972 і 1976 роки. Для першого словника було обрано аналогічну схему: три основні роки (1965—1967) і два додаткові (1964 і 1968). Така рівновелика побудова «зрізів» передбачалася з метою отримання порівнюваного матеріалу, придатного для спостережень за динамікою й темпами оновлення лексичного складу мови. Обсяг спеціально зібраних матеріалів для словника 70-х років становить понад 100 тисяч карткових виписок. Крім того, використовувалися дані з картотеки Словникового сектора, яка з 1968 року регулярно поповнювалася виписками з нових текстів. Усі джерела, використані для укладання словника та опису слів, охоплюють період до 1976 року включно (деякі матеріали 1977 року враховувалися лише з ілюстративною метою). Це важливо враховувати під час користування словником, оскільки в подальшому могли змінитися написання, значення слова або ставлення до позначуваних ним реалій. 
Окрім нової лексики й фразеологізмів, які ввійшли до мови у 1970-ті роки (бамовець, місяцекоп, місяцехід, дискотека, жигулі, рос. вещизм, реадаптація, еленіум, безнарядка, максі, мультик, дельтаплан, спортлото, комплексувати, людино-машинний, об'ємно-блочний, розрядка тощо), словник також фіксує низку одиниць, які з тих чи інших причин не були представлені в словнику неологізмів 1960-х років. Йдеться про слова та вирази, що не потрапили до першого видання через брак матеріалів, невизначеність статусу мовного новоутворення, більш жорстке ставлення до знижених стилістично одиниць, обмеження обсягу видання тощо. Неологізми 60-х років включалися до цього словника лише в тих випадках, коли джерельна база свідчила про їхнє активне вживання в 70-х роках.
Нові слова, значення слів і вирази кінця 1970-х років подано в щорічних випусках серії «Нове в російській лексиці. Словникові матеріали — 77 (78, 79...)» (рос. Новое в русской лексике. Словарные материалы — 77 (78, 79...)). Варто враховувати, що це видання має власну специфіку й виконує інше завдання — фіксацію всього нового, що з'являється на сторінках газет і журналів, зокрема слів та виразів короткотривалого або одноразового вживання. Водночас ці випуски не охоплюють такого обсягу джерел, як словники, орієнтовані на десятирічний зріз, і здебільшого не мають багаторазових фіксацій лексем у текстах. Тому вміст щорічних випусків не можна вважати повноцінним доповненням до словника НСЗ.
У першому випуску цієї серії описано такі слова і словосполучення: наставничати, телесеріал, непусковий, незайнятість (у значенні безробіття), жигуль, кріпленка, непрохідний, малометражна, конституційно, КСП (клуб самодіяльної пісні), ліжко-тумба, п'ятикутник (знак якості), викладка (віддача сил), повітря (незаповнені розділи), комбайн, пакет, народний депутат, нейтронна бомба, за будь-якої погоди, біла смерть (про наркотики), крилата ракета тощо.
Був запланований третій словник, який відобразив би новотвори 1980-х років, проте його видали лише наприкінці 1990-х — у 1997 році.

### Авторський колектив
Словник було укладено колективом укладачів:
- Є. А. Лєвашов (статті на літери в—и, н),
- Т. Н. Половцева (к—м, ц—я),
- В. П. Феліцина (с, т—х),
- К. А. Логінова (п),
- Н. З. Бутарова (а, б),
- Н. З. Котєлова (о),
- Е. Р. Сальмін (р).

Редактором словника була Н. З. Котєлова. При редагуванні словоутворювальних та етимологічних довідок (букви а—м) допомогу надала О. С. Мжельська. Під час підготовки рукопису до друку помічником редактора працювала Е. Р. Сальмін, оформлення рукопису виконала Т. Н. Буцева.
Автори врахували думку рецензентів словника — доктора філологічних наук А. А. Брагіної, кандидатів філологічних наук Л. В. Малаховського, О. С. Мжельської та кандидата філософських наук К. М. Труєвцевої.

## НСЗ-80
Основою третього словника стали результати виявлення лексико-семантичних новоутворень, зафіксованих у центральній пресі та провідних художньо-літературних журналах 1980-х років (1980—1989), з особливим акцентом на матеріали 1986—1988 років. Автори використали дані словникової серії «Новое в русской лексике» (1977—1987), а також картотеку Словарного відділу Ленінградського відділення Інституту мовознавства АН СРСР — Інституту лінгвістичних досліджень РАН. Крім того, було враховано нову лексику, що увійшла до видань російських філологічних та енциклопедичних словників 1980-х років. Це дозволило з високою (хоч і не повною) точністю відобразити лексико-фразеологічні надбання 1980-х років, відтворивши динаміку неологічної дійсності цього періоду.

### Авторський колектив
Словник було укладено колективом укладачів:
- Т. Н. Буцева (букви а, б, в, м, о),
- Ю. Ф. Денисенко (и, к, л),
- Є. П. Холодова (д, з, н),
- Є. А. Левашов (г, п),
- С. І. Алаторцева (т—я),
- В. Д. Бояркіна (с),
- Е. Р. Сальмін (р),
- Н. А. Козуліна (е, ё, ж).

Редактором словника виступив Є. А. Левашов. Помічником редактора під час підготовки рукопису до друку була Н. А. Козуліна. Розмітку машинописного тексту виконала М. Ф. Найденишева. Етимологічні консультації з англійської та французької мов надали доктори філологічних наук Л. В. Малаховський та Є. Є. Корді відповідно. Спеціальну картотеку неологізмів 1980-х років створено авторською групою.
Авторський колектив відзначає роботу редактора видавництва Є. А. Гольдича, а також видавництва «Дмитро Буланін», яке взяло на себе відповідальність за видання цього та інших неологічних словників, що стало суттєвою підтримкою словникової справи.

## НСЗ-90
Четвертий словник фіксує неологізми 90-х років (1990–1999). 
У передмові вказано про плани підготовки словника нових слів перших десяти років XXI сторіччя. 
Всі словники виходять під однаковою назвою (змінюється лише вказівка на десятиріччя), що підкреслює їхню єдність і серійність.

### Авторський колектив
- Автори І тому: канд. філол. наук Т. Н. Буцева, канд. філол. наук Є. А. Лєвашов, канд. філол. наук Ю. Ф. Денисенко, Н. Г. Стулова, Н. А. Козуліна, канд. філол. наук С. Л. Гонобоблева. Редактори І тому: Т. Н. Буцева (відповідальний редактор), Ю. Ф. Денисенко, Є. А. Лєвашов.[8]

- Автори ІІ тому: канд. філол. наук Є. А. Левашов, канд. філол. наук Ю. Ф. Денисенко, канд. філол. наук А. Ю. Кожевников, Ю. С. Ридецька, канд. філол. наук Т. Н. Буцева, канд. філол. наук О. М. Карєва.[9]

- Автори ІІІ тому: канд. філол. наук А. Ю. Кожевников, канд. філол. наук Ю. Ф. Денисенко,  канд. філол. наук С. Д. Левіна, канд. філол. наук Є. А. Левашов, Є. П. Снєгова, Ю. С. Ридецька, канд. філол. наук О. М. Карєва, Є. Н. Шагалова, Н. А. Козуліна, канд. філол. наук Є. Н. Геккіна.[10]